# Barchi
Barchi – miejscowość i gmina we Włoszech, w regionie Marche, w prowincji Pesaro i Urbino.
Według danych na rok 2004 gminę zamieszkiwało 985 osób, 57,9 os./km².
1 stycznia 2017 gmina została zlikwidowana.